# Теодор Кернер
Теодор Кернер (Комаром, 3. април 1873 — Беч, 4. јануар 1957) био је председник Аустрије од 1951. до 1957. године.
Рођен је 1873. године у месту Ујшени (Újszőny), како се некада звао Комаром у данашњој северној Мађарској. Од 1888. похађа војну школу која се налазила у данашњој Чешкој, у месту Хранице. Завршио је Краљевску војнo-техничку академију у Бечу и 1894. одлази као поручник на службу у Загреб. Промовисан је у мајора 1904. године. У Првом светском рату командовао је на Италијанском фронту. Војничку каријеру окончао је 1924. у чину генерала.

## Политичка каријера
Постао је члан аустријског парламента 1924. године. Био је Председник Националног већа Аустрије 1933-1934. Под фашистичком диктатуром Енгелберта Долфуса доспео је у затвор услед прогона опозиције и забрањивања Социјалдемократске партије Аустрије чији је био члан. Током Другог светског рата доспео је у затвор услед сукоба са нацистима. После рата, априла 1945. Кернер је изабран за градоначелника Беча, где се истакао у организацији обнове и изградње престонице која је страдала у ратним дејствима.

## Председник Аустрије 1951−1957
По смрти председника Аустрије Карла Ренера, Социјалдемократска партија Аустрије (SPÖ) номинује Кернера за председничке изборе 1951. године. У другом кругу избора, 27. маја 1951. Кернер осваја 52.06% гласова и побеђује противкандидата Хајнриха Глајснера из Аустријске народне партије (ÖVP), који је освојио 47.94% гласова.
Теодор Кернер је преминуо неколико месеци након можданог удара којег је доживео 28. јула 1956. у Штајерској. Сахрањен је на Средишњем бечком гробљу уз величанствен испраћај дуж бечких улица какав није виђен од сахране цара Фрање Јосифа.

## Признања
- Почасни докторат на Бечком техничком Универзитету (1945)
- Почасни грађанин Беча (1948)
- Велики крст посебног ранга Реда заслуга Савезне републике Немачке (1956)